# Система автоматизованого проєктування і розрахунку

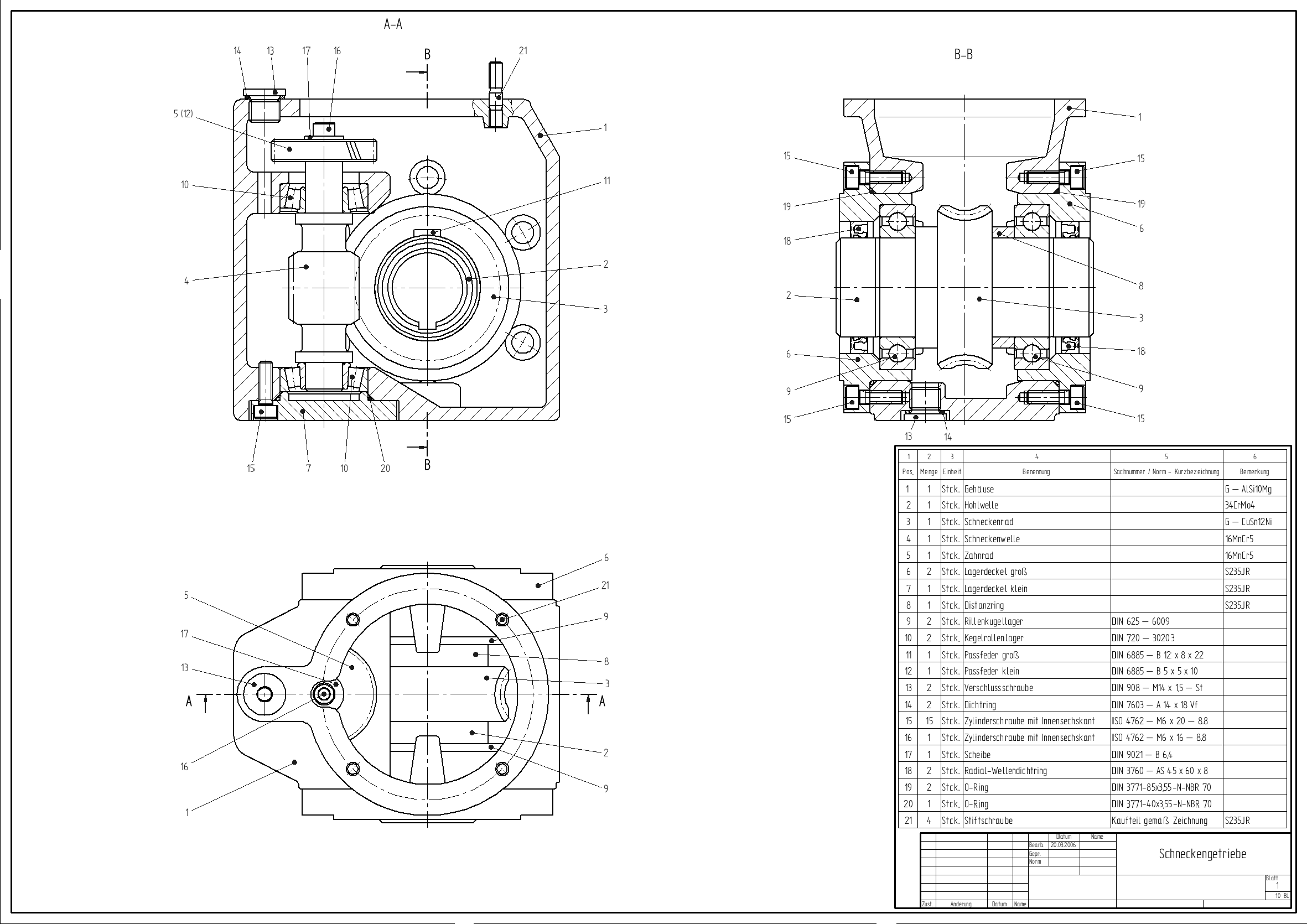
Приклад 2D-креслення

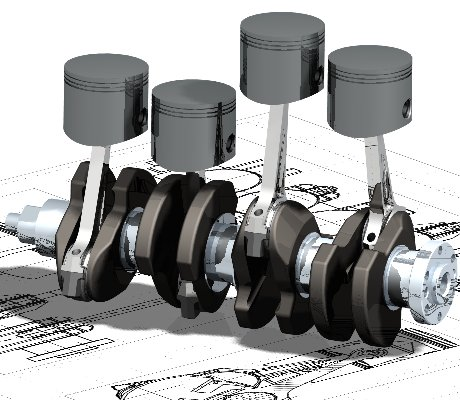
Приклад 3D-моделі

Систе́ма автоматизо́ваного проєктува́ння (САП або САПР) або автоматизо́вана систе́ма проєктува́ння (АСП) — автоматизована система, призначена для автоматизації технологічного процесу проєктування виробу, результатом якого є комплект проєктно-конструкторської документації, достатньої для виготовлення та подальшої експлуатації об'єкта проєктування. Реалізується на базі спеціального програмного забезпечення, автоматизованих банків даних, широкого набору периферійних пристроїв.

## Загальний опис
САПР виконує такі функції:
- конструкторська частина — розробка повного комплекту конструкторської документації;
- технологічна частина — розрахунок і проєктування технологічних схем, технологічного оснащення, транспорту;
- архітектурно-будівельна частина — розрахунок і проєктування металевих і залізобетонних конструкцій;
- санітарно-технічні системи — проєктування теплопостачання, опалення і вентиляції виробничих і адміністративних корпусів, а також водопостачання і каналізації;
- електротехнічні системи — розрахунок і проєктування електропостачання, електросилового устаткування, світлотехнічної частини проєктів, телемеханізації електропостачання;
- гідротехнічні спорудження — розрахунок і проєктування напірного і безнапірного гідротранспорту відвальних хвостів, стійкості укосів хвостосховищ;
- системи автоматизації — розробка схем зовнішніх зʼєднань, електричних і трубних проводок щитів автоматики;
- кошторисна частина — складання локальних і зведених кошторисів, відомостей матеріалів, специфікацій, комплектація обладнання.

САПР включає такі технології:
- Технологія автоматизованого проєктування (англ. Computer-aided design, CAD);
- технологія автоматизованого виробництва (англ. Computer-aided manufacturing, CAM);
- CAE (англ. Computer-aided engineering) — технологія автоматизованої розробки;
- CALS (англ. Continuous Acquisition and Life cycle Support) — постійна інформаційна підтримка постачання і життєвого циклу.

Система автоматизованого проєктування і розрахунку — компʼютерна система обробки інформації, що призначена для автоматизованого проєктування (CAD), розроблення (CAE) і виготовлення (CAM) кінцевого продукту, а також оформлення конструкторської та/або технологічної документації.
Дані з CAD-систем передаються в CAM (англ. Computer-aided manufacturing — система автоматизованої розробки програм обробки деталей для верстатів з ЧПК або ГАВС (Гнучких автоматизованих виробничих систем)).
Робота з САПР полягає у створенні геометричної моделі виробу (двовимірної чи тривимірної, твердотілої), генерацію на основі цієї моделі конструкторської документації (креслеників виробу, специфікацій тощо) і його наступний супровід.
Слід зазначити, що термін «САПР» стосовно промислових систем має ширше тлумачення, ніж CAD — він включає CAD, CAM і CAE.
Компоненти САПР:
- Математичне забезпечення — математичні моделі, методики та методи їх отримання;
- Лінгвістичне забезпечення — мовне забезпечення
- Технічне забезпечення — пристрої введення, обробки й виведення даних, засоби підтримки архіву проєктних рішень, пристрої передачі даних;
- Інформаційне забезпечення;
- Програмне забезпечення — інформаційна база САПР, автоматизовані банки даних, системи керування базами даних (СКБД) Див. Програмне забезпечення САПР
- Методичне забезпечення;
- Організаційне забезпечення.

## Класифікація з використанням англійських термінів
В області класифікації САПР використовується ряд усталених англомовних термінів, застосовуваних для класифікації програмних наборів і засобів автоматизації САПР за галузевим та цільовим призначенням.

### За галузевим призначенням
- MCAD (англ. mechanical computer-aided design) — автоматизоване проєктування механічних пристроїв. Це машинобудівні САПР, застосовуються в автомобілебудуванні, суднобудуванні, авіакосмічній промисловості, виробництві товарів народного споживання, охоплюють розробку деталей і збирання (механізмів) з використанням параметричного проєктування на основі конструктивних елементів, технологій поверхневого й обʼємного моделювання (SolidWorks, Autodesk Inventor, КОМПАС, CATIA);
- EDA (англ. electronic design automation) або ECAD (англ. electronic computer-aided design) — САПР електронних пристроїв, радіоелектронних засобів, інтегральних схем, друкованих плат тощо, (Altium Designer, OrCAD, див. Програми проєктування електронних систем)
- AEC CAD (англ. architecture, engineering and construction computer-aided design) або CAAD (англ. computer-aided architectural design) — САПР в області архітектури й будівництва. Використовуються для проєктування будівель, промислових об'єктів, доріг, мостів та ін. (Autodesk Architectural Desktop, AutoCAD Revit Architecture Suite, Piranesi, ArchiCAD, БудКАД, ПК ЛІРА).
- CALS — постійна інформаційна підтримка постачання і життєвого циклу.

## Стадії проєктування
Проєктування проводиться в декілька стадій, які складаються з етапів.
- Стадія 1. Формування вимог до автоматизованих систем (АС). На цій стадії необхідно провести обстеження об'єкта, сформулювати вимоги до АС.
- Стадія 2. Розробка концепції АС. Проводиться вивчення об'єкта проведенням необхідних науково-дослідних робіт. Аналізуються, вибираються й обґрунтовуються варіанти концепцій, аналізуються варіанти АС.
- Стадія 3. Технічне завдання. На основі 1 та 2 стадій затверджуються проєктні рішення по всій системі і її частинах у вигляді документації.
- Стадія 4. Ескізний проєкт. Є продовженням стадії 3. В ескізному проєкті розглядаються попередні проєктні рішення для всієї АС і її частин, оформляється додаткова документація.
- Стадія 5. Технічний проєкт. Розробляється проєктне рішення по всій АС і її частинах. Розробляється й оформлюється документація на обладнання, його розробку і комплектацію. Розробляються й оформлюються технічні завдання на розробку засобів автоматизації для проєктування системи в суміжних підрозділах.
- Стадія 6. Робоча документація. Це та проєктна документація, за якою реалізується проєкт, проводиться уточнення проєктних рішень. Розробляється й адаптується проєктне забезпечення.
- Стадія 7. Введення в експлуатацію. Проводиться підготовка об'єкта до введення в дію, підготовка обслуговчого персоналу. Виконуються будівельно-монтажні роботи, пусконалагоджувальні роботи, проводяться попередні випробування, проводиться дослідна експлуатація.
- Стадія 8. Супроводження АС. Проводяться приймальні випробування відповідно до гарантійних зобовʼязань, а також післягарантійного обслуговування системи.